# دوهنن
دوهنن (به آلمانی: Duhnen) یک منطقهٔ مسکونی در آلمان است که در Amt Ritzebüttel واقع شده‌است. دوهنن ۱٬۰۳۷ نفر جمعیت دارد.